# Consolida oliveriana
Consolida oliveriana är en ranunkelväxtart som först beskrevs av Dc., och fick sitt nu gällande namn av Schröd.. Consolida oliveriana ingår i släktet åkerriddarsporrar, och familjen ranunkelväxter. Inga underarter finns listade i Catalogue of Life.